# Віковий дуб (Івашковецьке лісництво)
Віковий дуб — ботанічна пам'ятка природи місцевого значення. Розташована на території Гибалівської сільської ради Шаргородського району Вінницької області (Івашковецьке лісництво, кв. 89 діл. 6). Оголошена відповідно до рішення Вінницького облвиконкому від 29.08.1984 р. № 371. Охороняється окремий екземпляр дуба звичайного віком близько 300 років, висотою 26 м, діаметром стовбура 130 см.